# Baotou
Baotou (en chino, 包头; pinyin, Bāotóu ; en mongol: Бугaт, romanizado: Bûgat / Bûgt) es la ciudad de mayor tamaño de toda la región autónoma de Mongolia Interior, en la República Popular China. Ocupa un área de 27 691 km² y su población total es de 2 731 600 habitantes. Aunque en la ciudad conviven 37 minorías, las nacionalidades con mayor presencia en Baotou son los han, mongoles, manchúes, hui, daur y evenki.
Un informe de 2015 describe a Baotou como "el peor lugar en la tierra", a causa de la contaminación severa por la refinación de metales.

## Toponimia
Existen varias teorías sobre el origen del nombre de la ciudad. Se tiene por seguridad que originalmente es un nombre mongol que se llevó al chino. 
Debido a la traducción del mongol al chino, los nombres tiene varios métodos de escritura, lo que se puede ver en algunos títulos de propiedad antiguos esparcidos entre la gente. Además, existen hasta una docena de versiones de pronunciación similar y sus significados también son diferentes.
Lugar de ciervos
Generalmente se cree que su nombre deriva de "bûût" que en mongol significa "lugar con ciervos" y los chinos lo pronunciaban "baoktu" de la cual llegó hasta Baotou.
Su apodo chino Lucheng (鹿城) 'ciudad de ciervos' no es en vano, el primer magistrado del condado Baotou (Liu Shu) en 1937, compiló un artículo "Un estudio sobre el nombre de Baotou", diciendo que "el nombre de Baotou comenzó en el período Yongzheng de la dinastía Qing, Las montañas y los arroyos aquí son complejos, los ciervos de las montañas se reúnen aquí todas las mañanas para beber. Desde las dinastías Qin y Han, se pueden ver imágenes de ciervos en todas partes en las pinturas rupestres distribuidas en Baotou. El escritor de la dinastía Qing (Fang Guancheng), registró en sus "Notas de Congjun" , "las montañas son altas y densas de árboles, y hay muchos faisanes y los ciervos en ellos chirrían en gran número. 
En 1936, Chen Gengya, un famoso reportero, también escribió en el artículo "Notas de inspección del noroeste": Se dice que Baotou era un desierto en la dinastía Qing y estaba escasamente poblada, muchos de los residentes eran mongoles y vivían una vida puramente nómada... En ese momento, había ciervos en las montañas Daqing, y a veces se daban la vuelta y se escondían para beber del agua del manantial. 
Héroe
la segunda teoría es similar que la anterior pero con la palabra "baat" que aparece en la ciudad Ulán Bator (Bator ' héroe'). Debido a la dificultad de los chinos de pronunciar la "r" esta se evitó, así pasó de Bator a Baotou. 
Río Botuo
Un mapa del emperador Kangxi marcaba el río Botuo (博托河), pero no un asentamiento con nombre similar. Este "Mapa" del gobierno imperial de la dinastía Qing" tenía mucha autoridad en ese momento. Era una versión importante del "Mapa integral del gobierno imperial" de Kangxi. También fue el primer mapa nacional real de China. Personal topográfico y cartográfico chino y occidental lo utilizan en documentos cartográficos recopilados, por lo que es convincente.
La "Colección de materiales históricos de Baotou" cree: "Los primeros mongoles consideraban el río Botuo como un dios y lo llamaban Baokete. La pronunciación de la palabra "Ke" es una sílaba suave, que se omitió en la traducción china". "Una breve historia de Baotou" en la sección topónimo Baotou dice "En ese momento, algunos agricultores pobres del noroeste y centro de Shanxi llegaron a Baotou para ganarse la vida y gradualmente se establecieron en la orilla occidental del río Botuo, llamaron a la palabra "Botuo" como "Baotou" con su acento local".

## Administración
La ciudad-prefectura de Baotou se divide en 6 distritos, 1 condado y 2 banderas
| Mapa | #                 | Nombre                            | Mongol (transliterado) | Hanzi                         | Pinyin  | Población (2010) | Área (km²) | Densidad (/km²) |
| ---- | ----------------- | --------------------------------- | ---------------------- | ----------------------------- | ------- | ---------------- | ---------- | --------------- |
|      |                   |                                   |                        |                               |         |                  |            |                 |
| 1    | Distrito Hondlon  | Köndelen toɣoriɣ                  | 昆都仑区               | Kūndūlún Qū                   | 726,838 | 301              | 2,415      |                 |
| 2    | Distrito Donghe   | Düŋhė toɣoriɣ                     | 东河区                 | Dōnghé Qū                     | 512,045 | 470              | 1,089      |                 |
| 3    | Distrito Qingshan | Čiŋšan toɣoriɣ                    | 青山区                 | Qīngshān Qū                   | 600,284 | 396              | 1,516      |                 |
| 4    | Distrito Xiguit   | Siɣuyitu toɣoriɣ                  | 石拐区                 | Shíguǎi Qū                    | 35,803  | 761              | 47         |                 |
| 5    | Distrito Bayan    | Bayan Oboɣ-a Aɣurqai-yin toɣoriɣ  | 白云鄂博矿区           | Báiyún Èbó Kuàngqū            | 26,050  | 303              | 86         |                 |
| 6    | Distrito Jiuyuan  | Jiü yuvan toɣoriɣ                 | 九原区                 | Jiǔyuán Qū                    | 195,831 | 734              | 267        |                 |
| 7    | Condado Guyang    | Güyaŋ siyan                       | 固阳县                 | Gùyáng Xiàn                   | 175,574 | 5,025            | 35         |                 |
| 8    | Bandera Tumed     | Tümed Baraɣun qosiɣu              | 土默特右旗             | Tǔmòtè Yòu Qí                 | 276,453 | 2,368            | 116.7      |                 |
| 9    | Bandera Darhan    | Darqan Muumiŋɣan Qolboɣatu qosiɣu | 达尔罕茂明安 联合旗    | Dá'ěrhǎn Màomíng'ān Liánhé Qí | 101,486 | 17,410           | 5.8        |                 |

## Historia
El área ahora conocida como Baotou fue habitada desde la antigüedad por nómadas, sobre todo por mongoles. Cerca del final de la dinastía Han, Lü Bu, un guerrero particularmente notable, nació en el actual distrito Jiuyuan. En comparación con la capital (Hohhot), la construcción de Baotou llegó relativamente tarde, incorporarse como ciudad en 1809. El sitio fue elegido porque estaba en una región de cultivo del río Amarillo.
Una vía férrea que la conecta con Beijing fue construida en 1923, y la ciudad comenzó a crecer en algunas áreas industriales. Una empresa conjunta entre Alemania y China se construyó en 1934 y el aeropuerto abrió una ruta semanal a Ningxia y Lanzhou.
Cuando el joven estadounidense Owen Lattimore (29 de julio de 1900 – 31 de mayo de 1989) visitó Baotou en 1925, todavía era un pueblo pequeño con construcciones de barro, pero con una estación ferroviaria importante. La lana y el cuero fueron traídos desde Qinghai y Gansu en barco por el río Amarillo y enviados desde Baotou por ferrocarril hacia el este (en particular Tianjin) para la exportación. El tráfico fluvial por el río Amarillo era sólo una manera opcional, debido a la corriente rápida que lo hizo poco práctico. Para viajar de Baotou a Lanzhou o Yinchuan y luego regresar, se hacía a camello con carreta.
El 19 de septiembre de 1949, Baotou cayó bajo el control comunista y a principios de esos años la región sirvió como centro industrial, buena parte de su economía viene de la producción de acero. Algunos edificios de producción de hierro y acero fueron construidos con la ayuda de la Unión Soviética para el desarrollo de la economía nacional en los años 1950 y 1960, y continúa hasta el día de hoy.

## Geografía
Baotou está situada en el oeste de Mongolia Interior, en el cruce de dos zonas económicas: La Cuenca del Bohai y el Alto del Río Amarillo. Su área administrativa limita con Mongolia en el norte, el río Amarillo, fluye por 214 kilómetros en la ciudad.
La ciudad está situada en la orilla norte del río Amarillo y muy cerca del desierto de Gobi. Fue fundada durante la dinastía Qing. Su nombre proviene del mongol que significa "tierra de ciervos".
Localizada a unos 150 kilómetros de Hohhot, capital de la región, la geografía de Baotou se puede dividir en tres partes diferenciadas: la zona norte, situada en una llanura; la zona sur, con colinas; y la zona central atravesada por las montañas Yin.

## Clima
Baotou cuenta con un clima frío semiárido, marcada por largos inviernos fríos y muy secos y veranos calurosos poco húmedos y vientos fuertes, sobre todo en primavera. Las temperaturas a menudo caen por debajo de -15 °C en invierno y se elevan por encima de los 30 °C en verano. La precipitación anual es de aproximadamente 300 milímetros, con más de la mitad en julio y agosto. Debido a la aridez y la elevación, las diferencias de temperatura entre el día y la noche pueden ser grandes, sobre todo en primavera. En 2002, hubo 12 casos de tormentas de polvo.
El clima es semiárido con veranos e inviernos de temperaturas extremas. En el mes de julio, el más cálido, las temperaturas pueden alcanzar los 45 °C mientras que en el mes de enero, el más frío, las termómetros llegan a marcar los -30 °C. Las diferencias térmicas entre el día y la noche son extremas y pueden alcanzar los 16°.
| Parámetros climáticos promedio de Baotou (1971−2000) | Parámetros climáticos promedio de Baotou (1971−2000) | Parámetros climáticos promedio de Baotou (1971−2000) | Parámetros climáticos promedio de Baotou (1971−2000) | Parámetros climáticos promedio de Baotou (1971−2000) | Parámetros climáticos promedio de Baotou (1971−2000) | Parámetros climáticos promedio de Baotou (1971−2000) | Parámetros climáticos promedio de Baotou (1971−2000) | Parámetros climáticos promedio de Baotou (1971−2000) | Parámetros climáticos promedio de Baotou (1971−2000) | Parámetros climáticos promedio de Baotou (1971−2000) | Parámetros climáticos promedio de Baotou (1971−2000) | Parámetros climáticos promedio de Baotou (1971−2000) | Parámetros climáticos promedio de Baotou (1971−2000) |
| Mes                                                  | Ene.                                                 | Feb.                                                 | Mar.                                                 | Abr.                                                 | May.                                                 | Jun.                                                 | Jul.                                                 | Ago.                                                 | Sep.                                                 | Oct.                                                 | Nov.                                                 | Dic.                                                 | Anual                                                |
| ---------------------------------------------------- | ---------------------------------------------------- | ---------------------------------------------------- | ---------------------------------------------------- | ---------------------------------------------------- | ---------------------------------------------------- | ---------------------------------------------------- | ---------------------------------------------------- | ---------------------------------------------------- | ---------------------------------------------------- | ---------------------------------------------------- | ---------------------------------------------------- | ---------------------------------------------------- | ---------------------------------------------------- |
| Temp. máx. abs. (°C)                                 | 7.4                                                  | 15.9                                                 | 20.4                                                 | 34.4                                                 | 35.9                                                 | 36.7                                                 | 39.2                                                 | 37.6                                                 | 35.0                                                 | 27.5                                                 | 19.3                                                 | 10.1                                                 | '                                                    |
| Temp. máx. media (°C)                                | −4.1                                                 | 0.4                                                  | 7.6                                                  | 16.9                                                 | 23.9                                                 | 28.2                                                 | 29.6                                                 | 27.1                                                 | 22.1                                                 | 14.8                                                 | 5.2                                                  | −2.3                                                 | 14.1                                                 |
| Temp. media (°C)                                     | -11.1                                                | -6.8                                                 | 0.7                                                  | 9.5                                                  | 16.7                                                 | 21.4                                                 | 23.2                                                 | 21.0                                                 | 15.0                                                 | 7.3                                                  | -1.8                                                 | -9.0                                                 | 7.2                                                  |
| Temp. mín. media (°C)                                | −16.8                                                | −12.7                                                | −5.6                                                 | 2.0                                                  | 8.7                                                  | 13.6                                                 | 17.1                                                 | 15.3                                                 | 8.7                                                  | 1.3                                                  | −7.2                                                 | −14.3                                                | 0.8                                                  |
| Temp. mín. abs. (°C)                                 | −31.4                                                | −28.8                                                | −20.4                                                | −10.4                                                | −3.0                                                 | 3.2                                                  | 10.5                                                 | 4.9                                                  | −2.0                                                 | −11.8                                                | −20.8                                                | −25.6                                                | '                                                    |
| Precipitación total (mm)                             | 2.1                                                  | 3.8                                                  | 8.3                                                  | 8.1                                                  | 17.3                                                 | 28.0                                                 | 81.3                                                 | 87.7                                                 | 38.7                                                 | 17.1                                                 | 3.8                                                  | 1.4                                                  | 297.6                                                |
| Días de precipitaciones (≥ 0.1 mm)                   | 1.4                                                  | 2.2                                                  | 2.9                                                  | 3.0                                                  | 4.7                                                  | 7.0                                                  | 10.5                                                 | 10.7                                                 | 6.9                                                  | 3.8                                                  | 1.7                                                  | 1.5                                                  | 56.3                                                 |
| Fuente: Weather China                                |                                                      |                                                      |                                                      |                                                      |                                                      |                                                      |                                                      |                                                      |                                                      |                                                      |                                                      |                                                      |                                                      |

## Economía
Antiguo asentamiento de nómadas mongoles, la economía de la Baotou actual se basa en la industria, destacando los sectores dedicados a la manufactura del hierro y del acero. También están presentes industrias químicas, metalúrgicas y energéticas.
El Estadio olímpico de Baotou es el principal escenario deportivo con una capiacidad de 39 000 espectadores y se utiliza principalmente para el fútbol.

## Transporte
La ciudad se conecta entre sí y con sus vecinas por medio de todos los medios de transporte:
Aire: a 22 kilómetros al norte del centro de la ciudad se encuentra el aeropuerto internacional Baotou (包头机场) fundado preliminarmente en 1934 y abierto en 1956, remodelado en 2014 con una inversión total de 630 millones de yuanes. Mueve 1,94 millones de pasajeros al año.
Agua: debido a la cercanía del río amarillo, la ciudad lo utiliza para el transporte de mercancías y personas .
Tierra: varios trenes pasan por la ciudad , con la cual la conecta con toda China de una forma rápida y barata, como la vía férrea Beijing–Baotou (京包铁路) de 869 kilómetros de largo. La autopista nacional 210 (210国道) la une directamente con Nanning en Guangxi, en un recorrido de 3097 km .

## Lugares de interés
- Museo de Baotou: el edificio fue construido durante la dinastía Qing. Contiene documentos sobre la historia de China y sobre la región.
- Lamasería de Meidaizhao: construida en el año 1575 durante la dinastía Ming, ocupa un área de 40.000 m². Rodeada de murallas de protección, servía como palacio imperial, templo y castillo. Se ha convertido en una de las mejores fuentes para el estudio de la historia mongola.
- El mausoleo de Gengis Kan: está situado a 185 kilómetros del centro de la ciudad. Fue reconstruido en el año 1954 y ocupa un área de 5,5 hectáreas.
- Estepa de Xilamuren: Estepa o grassland situada a 350 km de Baotou. Está llena de hoteles yurt, donde turistas chinos contemplan actuaciones de carreras de caballos, lucha de mongoles e iniciación a la cultura mongola. Merecen la pena los paisajes y la tranquilidad de la estepa, por lo demás es un centro turístico chino más. Si se adentra un poco más pueden observarse pastores modernos de la región usando motos en vez de caballos y alquilando caballos.
- Desierto xiangshawan: Lo mismo que lo anterior pero en el desierto Gobi.